# Відхилювач труб у бурінні
Відхилювач труб у бурінні (рос.отклонитель труб в бурении; англ. deflecting tool; нім. Ablenkkeil m, Ablenkvorrichtung f) –
- 1) При бурінні — пристрій, що створює бокове поперечне зусилля для зміни напряму руху долота під час буріння. Відхилювач застосовується для буріння похило-скерованих свердловин. При роторному бурінні як відхилювач використовується клин (уіпсток), що опускається на вибій або на інше місце у свердловині і відтискає долото, діаметр якого менше основного діаметра свердловини. Клин може постійно знаходитися на вибої протягом усього часу буріння свердловини або опускається і піднімається разом з бурильним інструментом. Клин повинен врізатися у вибій або в цементну пробку, що встановлено у стовбурі, коли з певної глибини забурюють другий стовбур. При бурінні вибійними двигунами основний вид В. — зігнута труба (або перехідник), що встановлюється над двигуном (при невеликій його довжині), під двигуном або між шпинделем і робочою парою ґвинтового двигуна. Інший вид В. — ребра (накладки), що прикріплюються до шпинделя вибійного двигуна.

- 2) Пристрій, призначений для відведення райбера в бік під час процесу розкриття «вікна» в обсадній колоні труб і напрямлення бурильного інструменту.

## Способи орієнтування відхилювача
- Спуск бурильного інструменту по мітках. Після нагвинчування кривого перехідника він орієнтується у потрібному азимутальному напряму за допомогою компаса, а мітка (напрямок викривлення) на ньому наноситься на стіл ротора. На кожній бурильній трубі, на верхньому та нижньому кінцях наносять мітки виключно по одній твірній. При спуску, після докріплення з᾽єднань заміряється і фіксується у журналі зміщення міток на верхній трубі порівняно з нижньою: за годинниковою стрілкою зі знаком «+», а проти годинникової стрілки зі знаком «–». Сумуючи зміщення міток на всіх трубах можна визначити положення кривого перехідника у свердловині за азимутом. Для нанесення міток на труби та знесення міток на стіл ротора використовують спеціальні шаблони. Шаблон для нанесення міток, для більшої точності, може мати рівень. Зміщення міток заміряють за допомогою спеціального транспортира або заміряють зміщення по колу замка у мм. Перевага цього способу у тому, що він дозволяє орієнтувати відхилювач у вертикальній свердловині. Недоліком способу є низька точність. Його використовують на невеликих глибинах.

- Орієнтування за допомогою приладу Шаньгіна-Кулигіна. При цьому способі у кривий перехідник у площині викривлення вмонтовують ножі, які на свинцевій печатці дають відбиток у вигляді стрі-лок-трикутників, вершина якого направлена у бік викривлення кривого перевідника. Після спуску долота до вибою, у бурильні труби спускають прилад Шаньгіна-Кулигіна. Основою приладу є свинцева печатка, в яку, у виїмку по центру, вставляється спеціальна скляна пляшечка. На пляшечці і печатці в одній площині наносять контрольні мітки, за якими пляшечку можна завжди вставити у печатку в одне і те ж саме положення. У пляшечку наливають плавикову кислоту. Спускають прилад у свердловину, вдаряють печаткою по ножах, одержують на печатці відбиток ножів, залишають прилад на певний час без руху для того, щоб одержати на пляшечці відбиток рівня кислоти у ній. Тривалість зупинки приладу 10 – 45 хв. Концентрація кислоти підбирається у відповідності з глибиною свердловини і тривалістю спуску та підйому приладу. Чим більша глибина, тим менша концентрація кислоти і тим довше прилад залишається без руху. Порівнюючи відбиток рівня кислоти і направлення ножів відхилювача, можна визначити положення відхилювача по відношенню до викривлення. Цей метод використовується за наявності зенітного кута викривлення і порівняно невеликих глибинах (до 1500 м).

- Орієнтування за допомогою перехідника з магнітною міткою. При цьому методі на відхилювач встановлюють перехідник із вмонтованим у нього магнітом і сідлом для посадки інклінометра. Висота розміщення магніту над гніздом повинна відповідати висоті розміщення нижньої бусолі в інклінометрі. Над перехідником розташовують трубу з діамагнітної сталі або алюмінієвого сплаву. Магніт монтують у площині дії відхилювача. Опустивши інклінометр у гніздо, заміряють азимутальний кут між напрямком на північ і площиною дії кривого перехідника-відхилювача. На круговій діаграмі визначають положення відхилювача по відношенню до необхідного азимуту викривлення свердловини і, при необхідності, роблять корекцію азимутального кута встановлення відхилювача.

- Орієнтування за відсутності викривлення свердловини. При зе-нітному куті викривлення меншому 3° інклінометри працюють із великими похибками, і використовувати вищезгадані методи неможливо. У цьому випадку над відхилювачем установлюють діамагнітну трубу із вмонтованим посадковим гніздом, в якому інклінометр стоїть не вертикально, а нахилений під максимально можливим кутом.

Посадкове гніздо для інклінометра монтують так, щоб площина відхилення інклінометра співпадала з площиною дії відхилювача. Тоді, вимірявши азимут за допомогою інклінометра, ви-значимо азимут, в якому діє відхилювач.
Недоліком вище наведених методів є те, що положення відхилювача визначається не безпосередньо у процесі буріння, а до початку буріння або під час зупинок у бурінні. Під час буріння напрям дії відхилювача може суттєво змінитися під дією реактивного моменту вибійного двигуна, наявної 
- Орієнтування за допомогою телесистем. Використання телесистем для орієнтування відхилювачів дозволяє контролювати положення відхилювача безпосередньо у процесі поглиблення свердловини. У телесистемі СТТ для турбінного буріння над відхилювачем встановлюють глибинний блок у діамагнітному корпусі. Блок має інклінометр, який заміряє зенітний кут та азимут у місці розміщення і дії відхилювача.

Після спуску відхилювача у свердловину у бурильні труби на геофізичному кабелі опускається спеціальна з᾽єднувальна муфта, за допомогою якої глибинний блок з’єднується з геофізичною станцією на поверхні. Вихід кабелю із бурильних труб назовні герметизується у спеціальному перехіднику. Телесистема дозволяє постійно контролювати положення відхилювача, регулюючи його положення навантаженням на долото.
- Вимірювання параметрів у свердловині (MWD – Measurement while drilling). Сучасним і досконалим способом орієнтування відхилювача є використання систем вимірювання вибійних параметрів у процесі буріння (MWD). У цих системах вибійним блоком виміряються не тільки кути викривлення стовбура свердловини і положення відхилювача, а і вибійні параметри режиму буріння. За допомогою цієї системи постійно ведуться геофізичні дослідження розбурюваних відкладів, що дає змогу визначати просторове розташування долота та оперативно реагувати у разі відхилення від запланованої траєкторії. Сигнали з вибійного датчика передаються на поверхню імпульсами тиску по стовпу промивальної рідини, де вони розшифровуються і проводиться моніторинг траєкторії стовбура свердловини. Системи MWD використовуються при бурінні свердловин із горизонтальними стовбурами.

Застосовуються та вдосконалюються й інші системи передачі інформації з вибою свердловини, наприклад:
1. Передача сигналів від вибійного датчика у вигляді електромагнітних хвиль на поверхню здійснюється гірськими породами. Сигнал швидко затухає і може використовуватися на малих глибинах під час буріння свердловин із похило-скерованими і горизонтальними стовбурами.
2. Передача сигналів від вибійного датчика по скловолоконному кабелю. Кабель суцільний із приєднувальним пристроєм.
3. Передача сигналів від вибійного датчика здійснюється по бурильних трубах, в яких вмонтовано кабель, а на торці різьб у ніпелі і муфті розміщені контактні кільця. Через кільця передаються сигнали із однієї труби на наступну завдяки індукції. Сигнал швидко затухає, тому через кожні 300 м установлюють підсилювачі у вигляді перехідників. Такі системи дозволяють передавати інформацію у режимі реального часу.